# 桑山重晴
桑山 重晴（くわやま しげはる）は、安土桃山時代から江戸時代前期にかけての武将、大名。別名に重勝。大和国新庄藩桑山家の祖、和泉国谷川藩の初代藩主。官位は従五位下・修理大夫。千利休から茶道を学んだ茶人でもあった。

## 生涯
桑山氏は、鎌倉幕府の有力御家人・結城朝光の子孫で、尾張国海東郡桑山ノ庄を代々領したことからそれを姓と称した。
大永4年（1524年）、尾張国で生まれ、桑山以則（修理大夫）または桑山定久の子という。
初名を重勝といったが、かなり長く重勝の名を使っており、天正10年（1582年）6月付の『妙法寺文書』に杉若無心との連署で、「桑山修理亮・重勝」とする花押が残っている。
初めは織田信長の家臣・丹羽長秀（惟住長秀）の与力だったらしいが、天正3年（1575年）の『竹生島文書』に羽柴秀吉の奉行衆としてト真斎信貞と重勝の連署が残っている。長浜城時代の秀吉に仕えたとする系図もあるが、近江国の羽柴家と丹羽家の所領は隣接しており、両属のようである。
天正10年（1582年）頃、重晴（重勝）の知行は1万石であり、秀吉の弟・羽柴秀長の配下に転じた。当時、秀長は但馬国を与えられて竹田城を居城としていた。この頃、長男を亡くしている。
天正11年（1583年）2月、賤ヶ岳の戦いでは、重晴は山頂の賤ヶ岳砦を守った。佐久間盛政の攻撃に際して従属するような態度で在陣を続けて、夜が明けると砦を放棄して山を降りてしまうが、結果的には秀吉の来援までの時間を稼いだことになった。重晴は丹羽長秀隊と合流して反撃に参加。4月27日、長秀はこれらを賞して、家臣の丹羽秀重、長束正家と共に、重晴にも加増を与えている。合戦後の論功行賞で、秀長は播磨国を加増されて、それまで秀吉が居城としてきた姫路城に移ることになり、代わって重晴が秀長から竹田城主に任じられた。
天正13年（1585年）、紀州征伐に参加し、重晴は自ら首級を上げる手柄があったので感状を受けた。秀長の大和国への転封に伴い、紀州和歌山城主に転じて2万石を加増された。
文禄3年（1594年）、伏見城の工事を分担。
文禄4年（1595年）4月、秀長の養嗣子の豊臣秀保の死によって大和豊臣家が断絶すると、秀吉の直臣となった。同年7月8日、豊臣秀次が謀反の疑いを釈明するために伏見城を訪れた際、伏見城大手門の守備を任された。その功により、和泉国日根郡谷川に1万石を加増されて、計4万石となった。この頃、剃髪して「治部卿法印」と称するようになった。 果法院と号し、法名は宗栄。
慶長元年（1596年）5月11日に修理大夫の官位を孫の一晴に譲り、退隠する。秀吉の御伽衆となる。
慶長3年（1598年）、秀吉の死に際して遺物金15枚を受領。
慶長5年（1600年）、関ヶ原の役では、徳川家康は山岡道阿弥を派遣して7月29日付の書状を渡して、西軍の大和郡山城の増田長盛の所領を与えると加増を約束したので、重晴と一晴は東軍に属して、和歌山城を守った。
同年、重晴は隠居して一晴に和歌山2万石を継がしめ、次男の元晴に1万石を分知して、谷川1万石の領地のみを保持。一晴は4,000石を、元晴は2,000石を養老料として戻したので、和泉谷川1万6,000石（谷川藩）を領有することになった。
戦後、徳川秀忠に家法の薬と帷子を献じたので返事の礼状をもらった。
慶長11年（1606年）10月1日に死去した。享年83。幕府は谷川の養老料のうち元晴に6,000石を分与し、孫の清晴に1万石を相続させて2代谷川藩主とした。

## 系譜
- 父：桑山以則または桑山定久
  - 長男：桑山一重（1557-1582）
  - 次男：桑山元晴（1563-1620）
  - 三男：桑山貞晴（1560-1632） - 宗仙